# Dekanat szczercowski
Dekanat szczercowski – dekanat leżący w południowej części archidiecezji łódzkiej. Zamieszkuje go około 15,9 tys. wiernych.
Dziekanem jest ks. Zdzisław Kuropatwa, proboszcz parafii Świętej Trójcy w Kaszewicach.  W skład dekanatu wchodzi 7 parafii:
- Parafia Świętego Michała Archanioła w Chabielicach
- Parafia Świętej Trójcy w Kaszewicach
- Parafia Świętego Andrzeja Apostoła w Restarzewie
- Parafia Nawiedzenia Najświętszej Maryi Panny w Ruścu
- Parafia Świętego Kazimierza, Świętego Józefa Oblubieńca Najświętszej Maryi Panny i Przemienienia Pańskiego w Stróży
- Parafia Narodzenia Najświętszej Maryi Panny w Szczercowie
- Parafia Najświętszej Maryi Panny Królowej Polski w Klukach